# 恩里科·加罗佐
恩里科·加罗佐（義大利語：Enrico Garozzo，1989年6月21日—），意大利男子击剑运动员。他曾代表意大利参加2016年和2020年夏季奥林匹克运动会击剑比赛。其中在2016年夏季奥林匹克运动会上收获一枚银牌。他的弟弟達尼埃萊·加羅佐則是花剑运动员，在2016年奥运会得到个人金牌。